# Sauveterre-de-Guyenne
Sauveterre-de-Guyenne település Franciaországban, Gironde megyében. Lakosainak száma 1874 fő (2022. január 1.). Sauveterre-de-Guyenne Blasimon, Saint-Hilaire-du-Bois, Caumont, Cleyrac, Daubèze, Frontenac, Saint-Brice, Saint-Martin-du-Puy és Saint-Sulpice-de-Pommiers községekkel határos.

## Népesség
A település népessége az elmúlt években az alábbi módon változott:
| Lakosok száma | 1681 | 1644 | 1715 | 1754 | 1799 | 1773 | 1788 | 1853 | 1858 | 1874 |
|               | 1968 | 1982 | 1990 | 2006 | 2013 | 2015 | 2017 | 2019 | 2020 | 2022 |